# Villa Floridiana
La Villa Floridiana es un edificio de interés histórico y artístico de Nápoles, situado en el barrio del Vomero, en el interior de un parque. El complejo formaba parte del grupo de edificios utilizados como residencias reales borbónicas en Campania y alberga desde 1927 el Museo Nacional de la Cerámica Duque de Martina.

## Historia

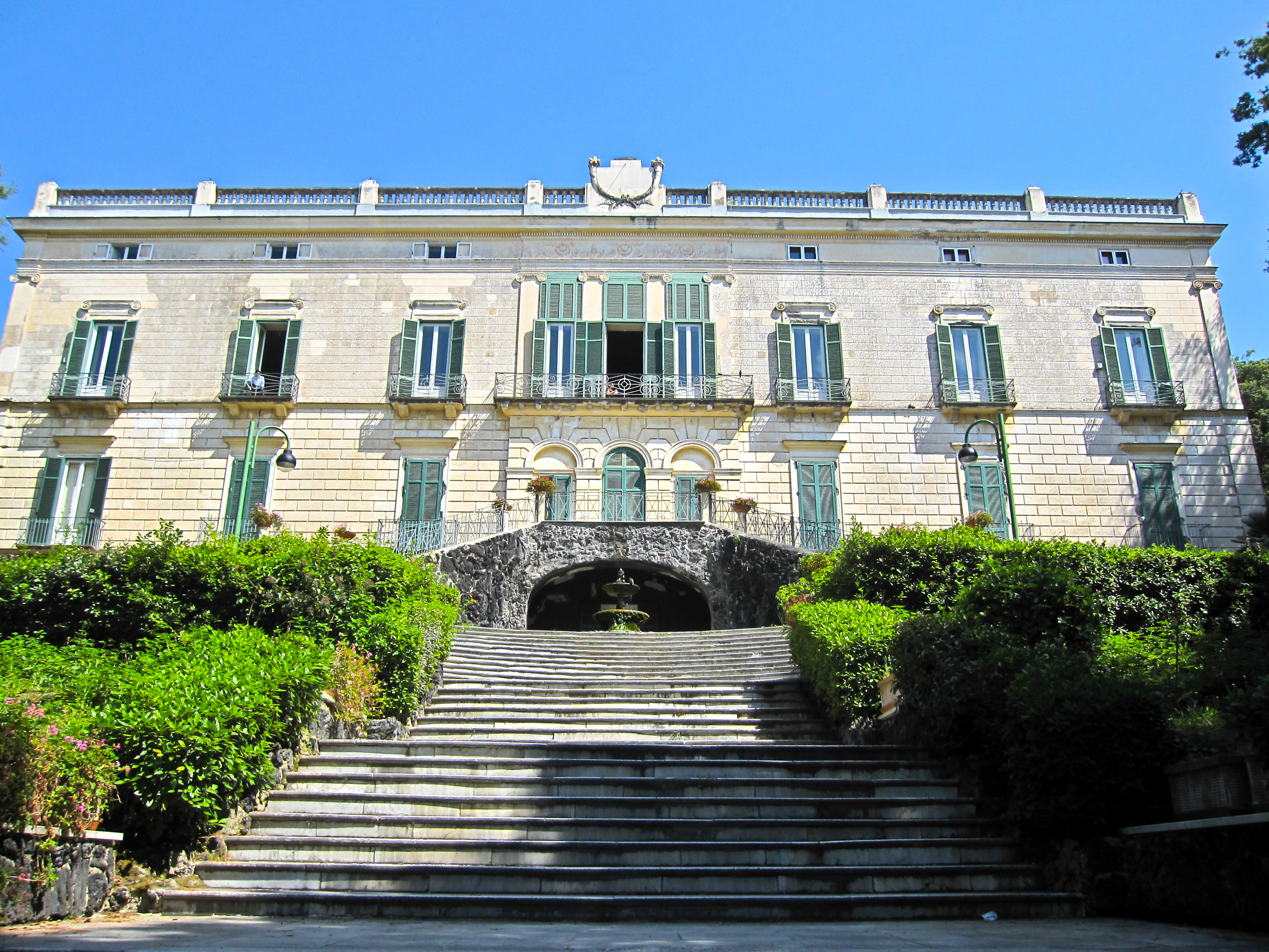
Parte trasera de la villa.

En junio de 1815, Fernando IV de Borbón compró para su esposa morganática Lucia Migliaccio, duquesa de Floridia y viuda del príncipe Benedetto III Grifeo di Partanna, la finca del príncipe Giuseppe Caracciolo di Torella, una amplia parcela en la colina del Vomero, donde se erigía una imponente villa que, en honor de su esposa, llamó Floridiana.
En 1817, la compra por parte del rey de propiedades colindantes hizo que la villa ganara una nueva entrada en dirección a Chiaia. El arquitecto Antonio Niccolini recibió el encargo de remodelar la antigua construcción y entre 1817 y 1819 realizó la villa en estilo neoclásico y el amplio parque de estilo romántico. Las avenidas y senderos fueron diseñados por el director del Jardín Botánico de Nápoles, Friedrich Dehnhardt, que decoró el parque con ciento cincuenta especies de plantas, entre ellas encinas, pinos, plátanos, palmeras, bojes y una rica colección de camelias.
Al final de las obras, el complejo comprendía dos villas, la Villa Lucia y la Villa Florìdia, un teatro al aire libre llamado della Verzura, un templete circular de orden jónico, falsas ruinas e invernaderos, todo en un riguroso estilo neoclásico. Tras la muerte de la pareja real, el complejo fue heredado por los hijos del primer matrimonio de la duquesa. La Villa Lucia y parte del parque fueron vendidos posteriormente al conde Pasquale Stanislao Mancini, que la convirtió en la residencia de su familia en la ciudad partenopea. La Floridiana y el resto del parque fueron adquiridos en 1919 por el Estado, que expuso aquí la colección de cerámicas recibida en donación de Maria Spinelli di Scalea, que la había heredado de su tío Placido di Sangro, duque de Martina, que da nombre al museo.

## La villa

### Exterior
La villa presenta una simple planta rectangular enriquecida por dos breves alas destinadas a las habitaciones de servicio. La fachada septentrional, orientada hacia el monte, se desarrolla linealmente en dos plantas y, aunque es la principal, se presenta de manera extremadamente sobria. La fachada orientada hacia el sur, en cambio, debido a la fuerte inclinación del terreno, se articula en tres plantas y da directamente hacia el mar.

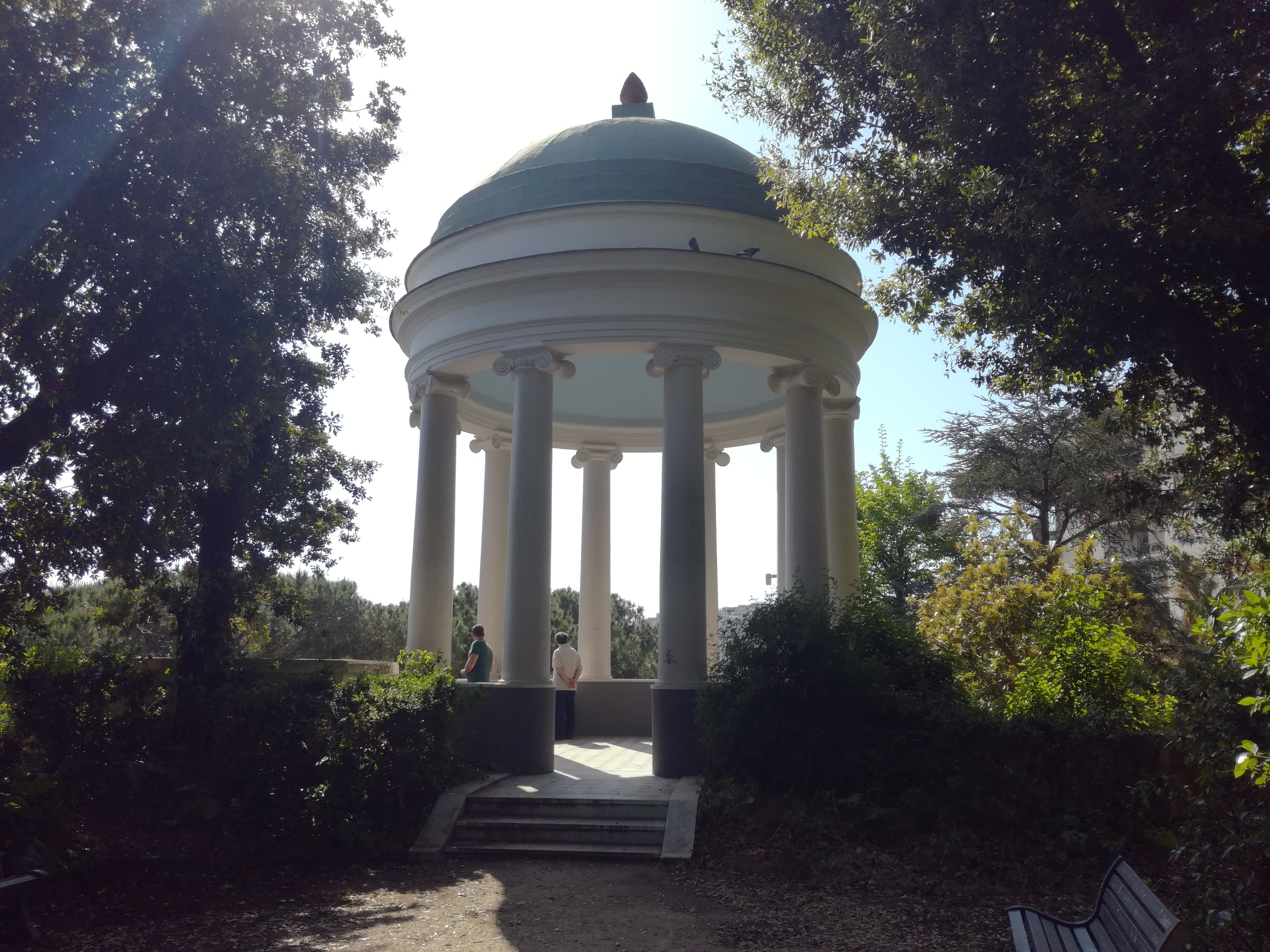
El templo jónico.

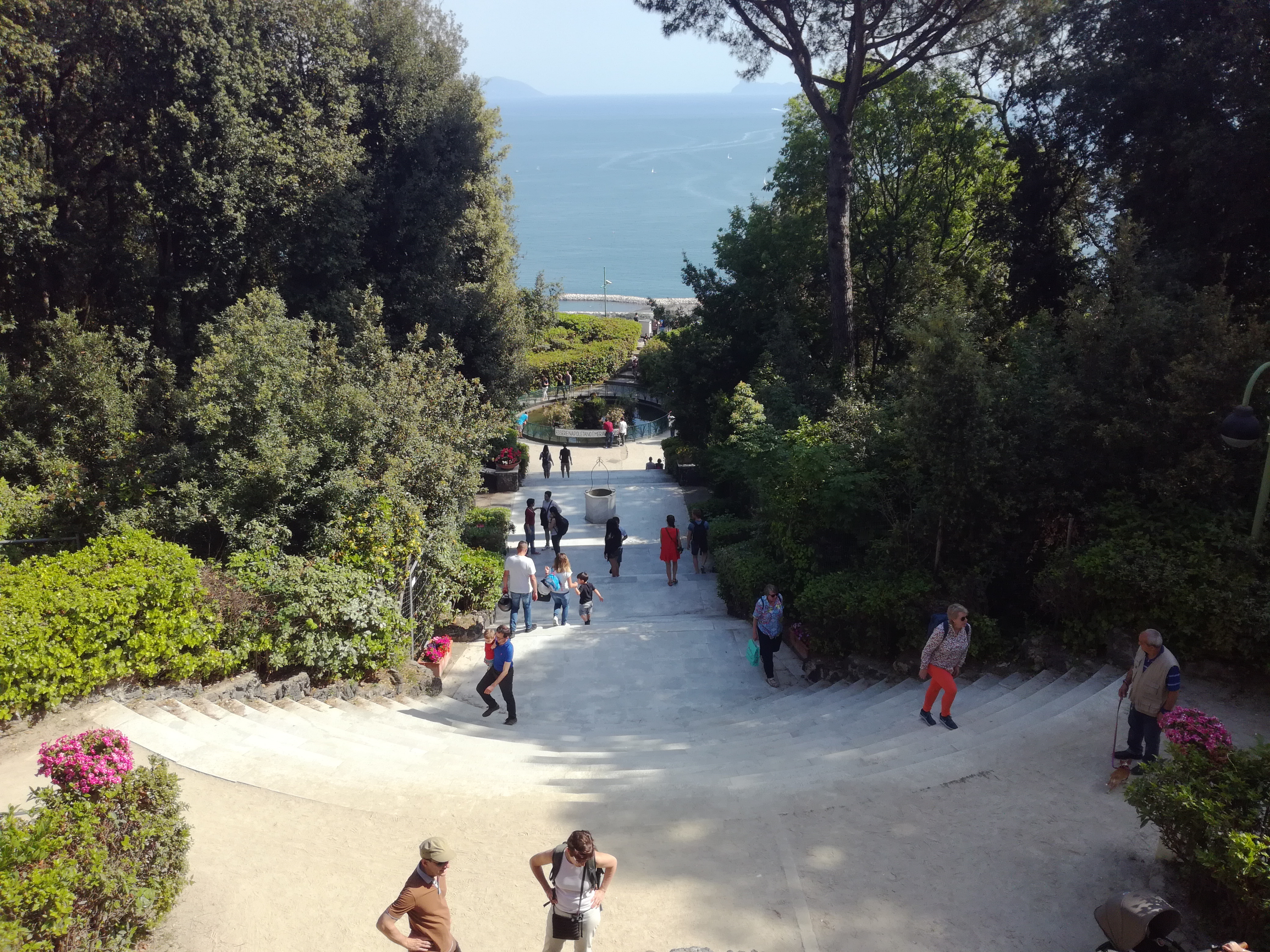
La escalinata hacia el mar.

En el diseño de esta fachada, Niccolini conjugó el uso de materiales y estilos muy diferentes entre sí: a una planta baja construida en oscura piedra volcánica contrapuso las dos plantas superiores, revestidas en estuco blanco y rematadas con un simple ático con barandilla, que tiene en su centro un reloj de sol colocado entre dos cornucopias. Las puertas-ventanas de la segunda planta presentan una singular cubierta inspirada en el capitel jónico, y también son jónicos los capiteles de las cuatro lesenas que, en correspondencia con la parte central de la fachada, interrumpen su planeidad. Una escalera adosada a la fachada, dividida en dos rampas simétricas, se extiende hacia la escenográfica escalera de mármol, que representa el paso simbólico entre la villa y el parque.

### Interior
Desde 1927, la Villa Floridiana alberga un museo dedicado a las artes decorativas, el Museo Nacional de la Cerámica Duque de Martina. Junto a los apartamentos privados de la duquesa y de las damas, el museo alberga una rica colección de objetos de la segunda mitad del siglo xix, coleccionados, custodiados y donados al Ayuntamiento de Nápoles en 1911 por el duque de Martina. Junto a las salas privadas de la duquesa, hay un comedor, una pequeña capilla de planta rectangular, un atrio con columnas con una escalera que conducía al apartamento de la planta superior, una sala de billar, una sala de audiencias y una gran galería.
Es ejemplar la decoración de la gran galería, constituida por sobrios estucos en perfecta armonía con la esencialidad de la estructura exterior. En el centro de las paredes largas hay dos chimeneas de mármol con columnillas jónicas coronadas por grandes espejos. La bóveda pintada es obra de Giuseppe Cammarano.

## El parque
El parque de la villa Floridiana es una escenográfica alternancia de tortuosos senderos y sombreadas arboledas. Destaca el jardín de las camelias, compuesto por amplias zonas de praderas y orientadas hacia el golfo, en una fascinante síntesis de elementos geométricos típicos del jardín italiano y de soluciones de perspectiva del jardín inglés.

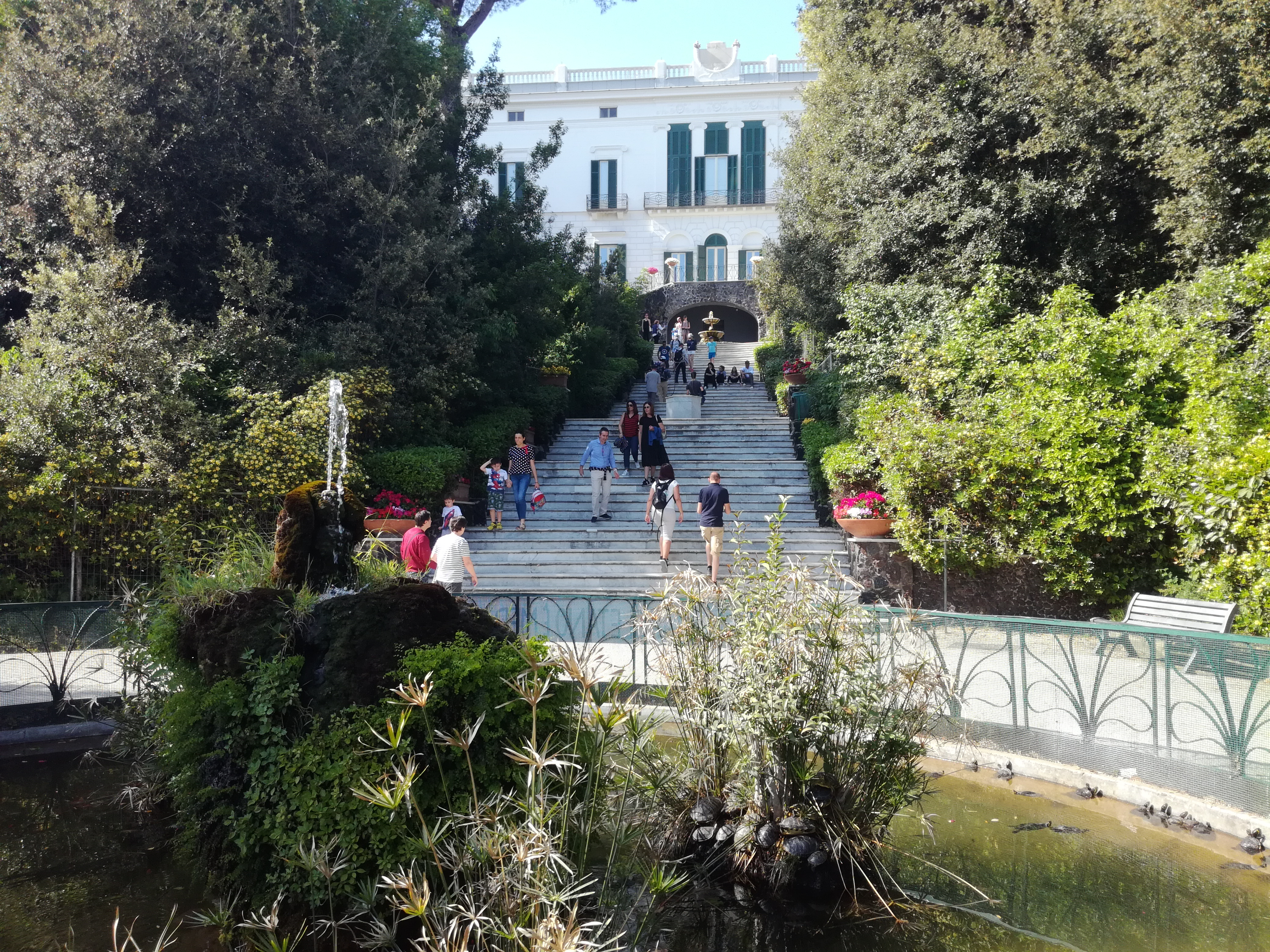
Detalle de la fuente llena de tortugas.

Para aumentar la atmósfera romántica y pintoresca del parque, Niccolini colocó una serie de falsas ruinas, estatuas y elementos arquitectónicos, que se conservan en parte. Recordamos entre otros el templo jónico, un blanco pabellón de planta central que, situado en el límite del jardín a terraza, enmarca con sus columnas espléndidas vistas de la ciudad; el Teatro della Verzura, estructura de planta elíptica delimitada por un bajo seto de mirto, por árboles en el escenario y por una doble escalinata de piperno en la platea; y zoológicos y grutas que, con el objetivo de satisfacer la pasión de la duquesa por los animales exóticos, albergaban pájaros de toda clase, tigres, osos, leones y canguros, estos últimos fruto de un intercambio con Inglaterra que costó dieciocho papiros herculanenses. En la parte trasera de la villa, hay también un pequeño lago con tortugas en su interior, pertenecientes principalmente al género Trachemys.
Entre 1872 y 1880 el parque sufrió dos importantes modificaciones: la primera supuso la colocación de encinas y césped en el amplio parterre elíptico con fuente central y estatuas hacia el que da la fachada sur de la villa; la segunda supuso la interrupción de la avenida de acceso rectilíneo que conducía a la villa.